# Neckargemünd (stacja kolejowa)
Stacja kolejowa Neckargemünd – stacja kolejowa w Neckargemünd, w Niemczech, w landzie Badenia-Wirtembergia, w powiecie Rhein-Neckar, w miejscowości o tej samej nazwie. Posiada trzy perony i cztery krawędzie peronowe.

## Połączenia
Przez stację przebiegają linie kolejowe:
- S1 Linia kolejowa Homburg (Saara) - Osterburken
- S2 Linia kolejowa Eberbach - Kaiserslautern
- S5 Linia kolejowa Heidelberg - Eppingen
- S51 Linia kolejowa Heidelberg - Aglasterhausen